# Acadêmicos do Tatuapé
O Grêmio Recreativo Escola de Samba Acadêmicos do Tatuapé é uma escola de samba da Zona Leste da cidade de São Paulo. A escola foi criada em 1952, com o nome de Unidos de Vila Santa Isabel, em 1964, com a mudança de sua sede para a Rua Antonio de Barros, passou a chamar-se Acadêmicos do Tatuapé. Atualmente a Tatuapé está sediada na Rua Melo Peixoto, no bairro de mesmo nome.
A Acadêmicos do Tatuapé contribuiu muito para a divulgação do samba em São Paulo, armando rodas de samba na Praça da Sé, sua bateria era muito respeitada e acompanhava bem os sambas que Mano Décio cifrava em sua viola que tinha quatro cordas a menos para ficar mais próxima do efeito de percussão. A escola é intitulada com a frase "O Tatu que Anda também Samba.Viva o Bairro do Tatuapé!"

## História
A escola foi fundada em 1952 com o nome de Unidos de Vila Santa Isabel.
Osvaldo Vilaça, o Mala, acompanhava o tio Mano Décio da Viola, um dos fundadores do Império Serrano, todos os anos no Rio de Janeiro para ajudá-lo a armar os enredos da verde e branco de Madureira. Com ele ia junto o figurinista Álvaro Ribeiro. Em 1964 o Mala voltou para São Paulo e, depois de mudar a sede da escola para a Rua Antonio de Barros, na época a principal rua do bairro, também alterou o nome da agremiação para Acadêmicos do Tatuapé.
A escola foi então por duas vezes (1969 e 1970) terceira colocada no desfile do Grupo Especial do Carnaval de São Paulo (na época Grupo I) com os enredos "Império Tropical" e a "A Cama de Gonçalo", respectivamente. Nos anos 1980 viveu uma fase de declínio, culminando em 86 com a paralisação de suas atividades. Em 1991, já com Roberto Munhoz na presidência, a azul e branco do Tatuapé iniciou a caminhada de volta ao cenário do samba paulistano. Em 92 voltaram aos desfiles no grupo de seleção (na época vaga aberta) que marcaram o começo de uma fase de três anos de sucessivos bons resultados (1 campeonato e 2 vice-campeonatos). Em 95 voltaram a desfilar no sambódromo paulistano, já no Grupo II da UESP.
- 2003

Em 2003, a escola foi a Campeã do grupo de acesso, levando 3 notas 10 (dez), em todos os quesitos, com um enredo que falava do abacaxi. Depois de 28 anos, finalmente voltou ao Grupo Especial de São Paulo, ficando na frente de escolas  como Pérola Negra, Tom Maior, Imperador do Ipiranga e Mancha Verde, todas favoritas àquele ano.
- 2004

Em 2004, no carnaval temático em homenagem aos 450 anos da cidade de São Paulo, a Tatuapé trouxe como seu enredo o próprio bairro, e um dos fatos marcantes, foi que a Tatuapé  foi  a única escola  juntamente com a Império de Casa Verde a tirar 5 notas 10 (dez ), no quesito de alegoria, um feito extraordinário se tratando de uma  escola  recém chegada ao grupo Especial, terminando em 9º ( nono ) lugar, entre 16 escolas, a frente de grandes escolas, como Camisa Verde e Branco, Leandro de Itaquera, Unidos do Peruche, Gaviões da Fiel e Vai-Vai.
- 2005

Já em 2005, com enredo sobre o Pará, não repetiu o bom resultado, terminado em décimo terceiro lugar. Porém é de se destacar que nesse ano seu samba-enredo muito agradável de se escutar na voz de Nilson Valentim esteve entre as músicas mais tocadas nas rádios paraenses, e assim  como em 2004 a Acadêmicos do Tatuapé, desfilou com a maior ala de baianas do Brasil, eram 200 baianas em uma só ala, fato inédito até os dias de hoje. Sem falar que naquele ano a escola  chegou a desfilar com  4.000  componentes, uma das maiores  daquele ano.[carece de fontes?]
- 2006

Em 2006, usando como tema de seu carnaval o Cooperativismo, a escola teve dificuldades, inclusive financeiras, e acabou rebaixada. Já no grupo de acesso, em 2008, recebeu certo destaque na mídia por ter criado o cargo de "Rei da Bateria".
- 2009

Para o carnaval de 2009, a escola trouxe como rainha de bateria a ex-BBB Jaqueline Khury e cinco anos depois, novamente homenageou seu bairro, em enredo desenvolvido pelo carnavalesco Fábio Carneiro. Naquele ano, o carnavalesco abandonou a escola às vésperas do carnaval, e uma comissão de carnaval assumiu o cargo às pressas, não evitando a 8º colocação, com 329 pontos e consequente rebaixamento para o terceiro grupo.
- 2010

Em 2010, com o retorno de Diretores afastados da escola desde 2007, com destaque para Eduardo dos Santos, Erivelto Coelho e Antonio Castro, entre outros, resgataram a auto estima da escola[carece de fontes?], trazendo vários amantes da agremiação de volta. Naquele ano, foi trazido para o time de canto Royce do Cavaco. A escola sagrou-se campeã do Grupo I da UESP com 2 pontos e meio à frente da segunda colocada, com notas foram  fracionadas.
- 2011

No ano de 2011 a escola do Tatuapé contratou o conceituado intérprete Preto Jóia, sendo a 2º escola a desfilar em 6 de março de 2011, um domingo, levando à avenida um dos sambas mais comentados pela crítica e ganhando uma pesquisa popular do site SASP, como melhor samba de enredo do Grupo de Acesso.[carece de fontes?]
- 2012

Em 2012 homenageou a cantora Leci Brandão, além do aniversário de 60 anos da agremiação, com o enredo.  às vésperas de gravar o CD oficial do Samba-Enredo. A final do samba ficou marcada na história da escola[carece de fontes?], com a presença da homenageada, que esteve ativamente participando dos preparativos. No desfile oficial a cantora, compositora e deputada estadual foi aplaudida de pé pelos foliões presentes no Anhembi. A Comissão de Frente trouxe guardiões e um casal de gafieira, além do primeiro casal de Mestre Sala e Porta Bandeira, Diego e Jussara, estreando na escola. As alegorias e fantasias retrataram a vida e obra da artista; o seu  nascimento, representado no abre alas, a trajetória musical e artística e sua ligação com a Estação Primeira de Mangueira. Um dos destaques foi a passagem da ala das baianas, que com muita simpatia e dedicação, mesmo com o horário avançado da madrugada, emocionaram o público. Um desfile compacto e o bom trabalho da harmonia, garantiram uma apresentação tranquila e sem problemas. A grande homenageada veio na última alegoria. Neste ano ficou em 2º lugar do grupo de acesso de SP com 179,3 pontos de 180 pontos possíveis, superando a Leandro de Itaquera devido ao quesito de desempate, comissão de frente. No desfile das campeãs, à convite da diretoria da Tatuapé, junto ao primeiro casal de Mestre Sala e Porta Bandeira da escola, Diego e Jussara, desfilou também o casal da co-irmã Leandro de Itaquera, em respeito ao maravilhoso desfile, a pontuação e ao fato das duas escolas terem lutado ponto a ponto até o final da apuração, num belo gesto de amizade e união.
- 2013

A escola retornou para a elite do Carnaval Paulistano, abrindo o Carnaval 2013 com uma nova homenagem a uma cantora, desta vez, Beth Carvalho. A homenageada não pode desfilar pois estava hospitalizada. A escola terminou em 11° lugar, permanecendo na elite, fato raro no carnaval de São Paulo, pois foram poucas as vezes que uma escola abriu o carnaval de sexta-feira e não foi rebaixada. 
- 2014

No ano de 2014, abordou como tema de seu carnaval a devoção a São Jorge, para fazer dupla de cantores com Vaguinho, a escola reforçou o carro de som com o Wander Pires, que defendeu o samba campeão nas eliminatórias e no carnaval paulistano defendia a Vai-Vai. Outro fato histórico no carnaval e na história da agremiação foi que a Bateria ( qualidade Especial ) foi a única a tirar todas as notas máximas desse quesito. Com um belo desfile, a escola foi apontada como uma das favoritas ao título, chegou a liderar a apuração até o sexto quesito, mas acabou em 6° lugar.
- 2015

Em 2015, a escola trouxe o enredo "Ouro, Símbolo da Riqueza e Ambição", onde contou a história desse minério no Brasil, explorou o universo místico que o envolve, passando por diversos períodos da história para ilustrar a importância e a marcante presença do ouro nas civilizações. Embora tenha feito um desfile marcante e muito rico, a escola ultrapassou o tempo limite permitido do desfile (65 minutos), encerrando sua apresentação com 66 minutos. A agremiação foi penalizada com a perda de 1,1 ponto antes do início da apuração mas garantiu sua presença no Grupo Especial em 2016, alcançando o 12º lugar, fato histórico no carnaval paulistano, pois devido ao seu grande espetáculo no desfile fez com que a agremiação permanecesse no grupo Especial mesmo com uma penalização tão grande.
- 2016

No carnaval de 2016, a escola homenageou uma das grandes escolas de samba cariocas, a Beija-Flor de Nilópolis no ano em que se completa 40 anos do primeiro título da agremiação.  Celsinho Mody foi anunciado como o novo cantor da escola e o sucesso da escola foi absoluto, com um desfile emocionante, a escola obteve o melhor resultado da história até então, o inédito vice-campeonato, perdendo por uma diferença de três décimos (0,3) para a Império de Casa Verde.
- 2017

Em 2017, a escola foi campeã do grupo especial do Carnaval de São Paulo, após conquistar o vice-campeonato em 2016. Com um desfile histórico e perfeito contou a história da Mãe África, a vitória veio apenas na última nota do último quesito (samba-enredo), quando empatou com a Dragões da Real na pontuação final e vencendo no critério de desempate.
- 2018

Em 2018, a escola troca de carnavalesco chegando Wagner Santos, a saída da coreografa e a manutenção dos outros quesitos, optou por homenagear o estado do Maranhão, Maranhão: Os Tambores Vão Ecoar Na Terra da Encantaria, a escola mostrou a culinária, as lendas, as belezas naturais, e também a música. Com uma apresentação muito elogiada, a Tatuapé foi consagrada bicampeã do Carnaval paulistano somando pontuação máxima junto com Mocidade Alegre, Mancha Verde e Tom Maior, vencendo o carnaval no desempate. 
- 2019

Para 2019, a escola renovou com as principais peças do seu time que conquistou o Bicampeonato. Como já é tradicional no dia 23/04 dia de São Jorge, apresentou seu enredo: “Bravos Guerreiros. Por Deus, pela honra, pela justiça e pelos que precisam de nós” assinado pelo carnavalesco Wagner Santos, a escola falou de guerreiros que estão nas páginas da história e também homenagear os brasileiros, considerados guerreiros do cotidiano. Apesar do belo desfile e tendo liderado a apuração até o penúltimo quesito, alguns problemas com Alegorias acabaram culminando no sétimo lugar.
- 2020

Para 2020, a escola renova com todos seus profissionais para o seu desfile, apresentando seu enredo no dia de São Jorge o enredo: "O ponteio da viola encanta... Sou fruto da terra, raiz desse chão... canto Atibaia do meu coração", desenvolvido pelo carnavalesco Wagner Santos que irá homenagear a cidade de Atibaia, indo em busca do seu terceiro campeonato. Fazendo um desfile técnico e correto que se refletiu no dia da apuração liderando a mesma até o penúltimo quesito onde perde novamente em Alegorias o título de 2020 ficando em quarto lugar.
- 2022

Após os desfiles de 2020, a escola anunciou em suas redes sociais a manutenção de seu quadro de profissionais para a próxima temporada. Ritualisticamente, a escola anuncia seus enredos sempre no dia 23 de abril, data em que se comemora o dia de São Jorge, padroeiro da agremiação. Naquela data de 2020, enquanto a pandemia do coronavírus assolava o país, a Tatuapé divulgou que realizaria no próximo carnaval um desfile sobre Preto Velho. Os desfiles de 2021 foram adiados para uma data futura: os dias 22 e 23 de abril de 2022. Sexta escola a desfilar na primeira noite do "carnaval fora de época", a Tatuapé entrou forte, com uma harmonia eficiente e um abre-alas belíssimo e bem trabalhado. No entanto, a segunda alegoria deu problema e simplesmente empacou ainda no começo do sambódromo. Para conseguir seguir com o desfile, a escola precisou usar um trator como "motorista" da alegoria. Por conta deste problema, a evolução da escola foi prejudicada e os componentes precisaram ficar muito tempo sem evoluir. Em seguida, tiveram que apressar o passo para que a Tatuapé não estourasse o tempo. Antes da apuração, a escola foi penalizada em -0,5 décimos pelo uso do trator. A chance de um título estava completamente descartada e a escola, que nos últimos anos lutava pela parte de cima da tabela, via-se com sério risco de rebaixamento. No entanto, com a leituras das notas finalizadas, a Tatuapé conseguiu se manter no Grupo Especial ficando com um difícil 12º lugar, a pior colocação da escola desde 2015.
- 2023

Buscando se recuperar do mau resultado do carnaval anterior, a escola manteve sua equipe e anunciou um enredo sobre a cidade de Paraty, localizada no litoral do estado do Rio de Janeiro. Com uma elogiada apresentação, a escola consegue o quarto lugar na apuração, retornando ao Desfile das Campeãs.

## Segmentos

### Presidentes
| Nome                                                                                         | Mandato           | Ref.   |
| -------------------------------------------------------------------------------------------- | ----------------- | ------ |
| Osvaldo Vilaça "Mala"                                                                        | 1952 - 1985       |        |
| Álvaro Casado                                                                                | 1985 - 1990       |        |
| Roberto Munhoz                                                                               | 1990 - 2014       |        |
| Eduardo dos Santos                                                                           | 2014 - 2021       | [ 16 ] |
| Eduardo dos Santos, Erivelto Coelho, Higor Silva, Antônio de Castro (Toninho) e Edu Sambista | 2021 - 2023       | [ 16 ] |
| Eduardo dos Santos, Erivelto Coelho, Antônio de Castro (Toninho) e Edu Sambista              | 2023 - atualidade |        |

### Intérpretes
| Carnavais         | Intérprete oficial               | Ref. |
| ----------------- | -------------------------------- | ---- |
| 1977              | Didi                             |      |
| 1991              | Ruivão                           |      |
| 1992 - 1993       | Lira Brasa                       |      |
| 1994              | Ruivão e Lira Brasa              |      |
| 1995 - 2002       | Lira Brasa                       |      |
| 2003              | Dom Marcos                       |      |
| 2004 - 2005       | Nilson Valentim                  |      |
| 2006 - 2007       | Celsinho Mody                    |      |
| 2008              | Nilson Valentin e Fabiano Tennor |      |
| 2009              | Juninho Berin                    |      |
| 2010              | Royce do Cavaco                  |      |
| 2011              | Preto Jóia                       |      |
| 2012 - 2013       | Vaguinho                         |      |
| 2014 - 2016       | Vaguinho e Wander Pires          |      |
| 2016 - atualmente | Celsinho Mody                    |      |

### Diretores
| Período     | Diretor de Carnaval                                                         | Diretor geral de harmonia | Mestre de bateria | Ref.   |
| ----------- | --------------------------------------------------------------------------- | ------------------------- | ----------------- | ------ |
| 1991 - 1993 |                                                                             |                           | Mi                |        |
| 2001 - 2004 |                                                                             |                           | Mi                |        |
| 2005 - 2006 |                                                                             |                           | Alaní             |        |
| 2010 - 2016 | Erivelto Coelho / Eduardo dos Santos / Toninho / Higor Silva / Edu Sambista | Edu Sambista              | Higor             | [ 16 ] |
| 2017 - 2022 | Erivelto Coelho / Eduardo dos Santos / Toninho / Higor Silva / Edu Sambista | Giba e Fabiana            | Higor             |        |
| 2023        | Erivelto Coelho / Eduardo dos Santos / Toninho / Higor Silva / Edu Sambista | Edu Sambista              | Higor             |        |
| 2024 - 2025 | Erivelto Coelho / Eduardo dos Santos / Toninho / Higor Silva / Edu Sambista | Edu Sambista              | Léo Cupim         |        |
| 2026        | Erivelto Coelho / Eduardo dos Santos / Toninho / Higor Silva / Edu Sambista | Edu Sambista              | Cassiano Andrade  |        |

### Coreógrafos
| Período           | Nome            | Ref.   |
| ----------------- | --------------- | ------ |
| 2009 - 2011       | Marcelo Vieira  | [ 19 ] |
| 2012 - 2017       | Mônica Oliveira | [ 16 ] |
| 2018 - Atualmente | Leonardo Helmer | [ 20 ] |

### Casal de Mestre-sala e Porta-bandeira
| Período           | Nome                                                                                           | Ref.          |
| ----------------- | ---------------------------------------------------------------------------------------------- | ------------- |
| 2003              | Atair e ?                                                                                      |               |
| 2004              | Atair e Julia                                                                                  |               |
| 2005              | Daniel Vitro e Talita                                                                          |               |
| 2006              | Daniel Vitro e Virgínia Ribeiro                                                                |               |
| 2007              | Robinson Silva e Fernanda Sorriso                                                              |               |
| 2008              | Vanderlei Perereca e Lidiane Geise *Assumiram na avenida no lugar de Robinson Silva e Fernanda |               |
| 2009 - 2011       | Claudio Gonçalves e Luana Gonçalves                                                            |               |
| 2012 - Atualmente | Diego Silva e Jussara Souza                                                                    | [ 21 ] [ 22 ] |

### Corte de Bateria
| Período     | Rainha            | Madrinha          | Princesa        | Musa               | Rei             | Imperatriz       | Diva                | Ref.          |
| ----------- | ----------------- | ----------------- | --------------- | ------------------ | --------------- | ---------------- | ------------------- | ------------- |
| 2005        | Valeska Reis      |                   |                 |                    |                 |                  |                     |               |
| 2006 – 2007 | Gaby Viana        |                   |                 |                    |                 |                  |                     |               |
| 2009        | Jaque Khury       |                   |                 |                    |                 |                  |                     | [ 3 ]         |
| 2010 – 2011 | Eliane Beretta    |                   |                 |                    | Daniel Manzioni |                  |                     |               |
| 2012 – 2013 | Eliane Beretta    | Viviane Rodrigues | Cris Aguiar     | Thainá Souza       | Daniel Manzioni |                  |                     |               |
| 2014        | Gil Jung          | Viviane Rodrigues | Cris Aguiar     | Thainá Souza       | Daniel Manzioni |                  |                     | [ 23 ] [ 24 ] |
| 2015        | Gil Jung          | Viviane Rodrigues | Carol Narizinho | Marina Teixeira    | Daniel Manzioni | Marianne Ranieri |                     | [ 25 ] [ 26 ] |
| 2016        | Thainá Souza      |                   |                 |                    | Daniel Manzioni |                  |                     |               |
| 2017        | Andréa Capitulino | Nágila Coelho     | Priscila Araújo | Gabi Miranda       | Daniel Manzioni |                  | Sabrina Boing-Boing |               |
| 2018        | Andréa Capitulino |                   | Priscila Araújo | Patricia Kimberly  |                 |                  |                     |               |
| 2019        | Andréa Capitulino | Ítala Bruna       | Priscila Araújo | Renata Spallicci   |                 | Angela Pereira   |                     |               |
| 2020        | Andréa Capitulino | Ítala Bruna       | Gê Correia      | Ana Paula Minerato |                 | Lu Duarte        | Simone Oliveira     |               |
| 2021-2022   | Andréa Capitulino |                   |                 |                    |                 |                  |                     |               |
| 2023-atual  | Muriel Quixaba    |                   |                 |                    |                 |                  |                     |               |

## Carnavais
| Ano                         | Colocação | Grupo | Enredo | Carnavalesco | Ref.          |
| --------------------------- | --- | --- | --- | --- | ------------- |
| 1968                        | Vice-campeã | Acesso | Legião Paulista | Geraldo Filme |               |
| 1969                        | 3º lugar | Especial | Império Tropical | Álvaro Ribeiro |               |
| 1970                        | 3º lugar | Grupo Especial | A Cama do Gonçalo | Álvaro Ribeiro e Carlos Queiróz Telles                                                                                 |               |
| 1971                        | 5º lugar | Grupo Especial | Amador Bueno-rei por um dia | Álvaro Ribeiro |               |
| 1972                        | 7º lugar | Grupo Especial | Festa do Bonfim | Mano Décio |               |
| 1973                        | 8º lugar | Grupo Especial | O Brasil recebe a África | Júlio Alves |               |
| 1974                        | 9º lugar | Grupo Especial | O negro na formação do Brasil | Mano Décio |               |
| 1975                        | 7º lugar | Acesso | Viagem à Hiléia brasileira | João Ribeiro |               |
| 1976                        | 4º lugar | Acesso | Mãe sereia | Osvaldo Villaça |               |
| 1977                        | 12º lugar | Especial | Noite de festa | Jangada |               |
| 1978                        | 7º lugar | Acesso | Juca Mulato | João Carlos Camargo |               |
| 1979                        | 9º lugar | Acesso | Embu no tempo da assombração | Raquel Trindade |               |
| 1980                        | 12º lugar | Acesso | Cidadão Samba | Jangada |               |
| 1981                        | 10º lugar | 1-UESP | A Rosalina, "a Nossa Costureira" | Álvaro Ribeiro |               |
| 1982                        | 5º lugar | 2-UESP | A Tenda dos Milagres | Cridinho e Willian Penteado                                                                                            |               |
| 1983                        | 10º lugar | 2-UESP | Amurê-o Casamento Malê | Maria Francisca da Silva                                                                                               |               |
| 1984                        | Desclassificada | 2-UESP | Carnaval de Todos os Tempos | João Ribeiro |               |
| 1985                        | Campeã | Grupo de Seleção | Eternas Batucadas | João Ribeiro e Álvaro Ribeiro                                                                                          |               |
| 1986                        | 9º lugar | 2-UESP | Meu Chic Tatuapé, De Brás Cubas ao Pequeno Polegar | Álvaro Ribeiro |               |
| De 1987 a 1990 Não desfilou | | | | |               |
| 1991                        | 5º lugar | Grupo de Seleção-A | Eternos Carnavais | Álvaro Ribeiro |               |
| 1992                        | 3º lugar | Grupo de Seleção-B | Guaraná, a fruta do amor | Eduardo dos Santos |               |
| 1993                        | Campeã | 4-UESP | O Sonho de Voar | Gilson e Elaine |               |
| 1994                        | Vice-campeã | 3-UESP | Eu te amo | José Carlos |               |
| 1995                        | 9º lugar | 2-UESP | A Tá na mão | Flávio Albuquerque e Wanderley Loureiro                                                                                |               |
| 1996                        | Campeã | 2-UESP | São Luiz do Maranhão e Sua História | Eduardo dos Santos |               |
| 1997                        | 4º lugar | 1-UESP | A Vicente Mateus | Eduardo dos Santos |               |
| 1998                        | 7º lugar | 1-UESP | A Arte Negra na Bahia | Edson Machado |               |
| 1999                        | 8º lugar | 1-UESP | A Tatuapé em 4 tempos | Edson Machado |               |
| 2000                        | 5º lugar | 1-UESP | A Vida, tudo começou assim | Vaníria Nejelschi |               |
| 2001                        | Vice-campeã | 1-UESP | Que Rei Sou Eu? | Babú Energia |               |
| 2002                        | 6° lugar | Grupo de Acesso | Baiana Guia, festa, lenda e magia. Salvador a Capital da alegria | Babú Energia |               |
| 2003                        | Campeã | Grupo de Acesso | Abram Alas Para o Rei Abacaxi | Babú Energia |               |
| 2004                        | 9° lugar | Grupo Especial | Agradeço ao índio, que cuidou, a você que desbravou, e a todos que fizeram crescer. Tatuapé minha vida meu amor | Babú Energia |               |
| 2005                        | 13° lugar | Grupo Especial | Pará, a Heróica história de nossa história, berço cultural de nosso povo. | Hernane Siqueira |               |
| 2006                        | 14° lugar | Grupo Especial | Cooperativismo, união para o bem comum. Uma grande nação se faz com cooperação | Comissão de Carnaval                                                                                                   |               |
| 2007                        | 6° lugar | Grupo de Acesso | Uirapuru, Deus do mundo alado, pássaro encantado Compositores: Luiz Verso e Prosa, Guga Mercadante, Michel, Anderson Lagrilinha, André Samambaia, Fernando Minoru, Gigante e Paulinho Colella. | Comissão de Carnaval                                                                                                   |               |
| 2008                        | 6° lugar | Grupo de Acesso | Por mares naveguei, em Águas Claras eu cheguei. Tatuapé, de felicidade, transbordei! Compositores: Tiganá, Arnaldo, Nenê, Zé Boy, Russo e Celsinho. | Hernane Siqueira |               |
| 2009                        | 8º lugar | Grupo de Acesso | Tatuapé somos nós! Compositores: André Ricardo, Rodolfo Minueto, Edinho Gomes, Rodrigo Minueto e Nando Do Cavaco. | Fábio Carneiro |               |
| 2010                        | Campeã | Grupo 1-UESP | As Quatro Estações | Comissão de Carnaval                                                                                                   |               |
| 2011                        | 6° lugar | Grupo de Acesso | O domingo é especial | Comissão de Carnaval                                                                                                   |               |
| 2012                        | Vice-campeã | Grupo de Acesso | Tatuapé 60 anos - Da arte do samba, nasci para comunidade, defesa e essência. sou guerreira! sou Leci Brandão! Compositores: André Ricardo, Celson Mody, Giovanni Viterbo, JL, Rodolpho Minuetto, Rodrigo Minuetto e Vitor Gabriel. | Mauro Xuxa |               |
| 2013                        | 11° lugar | Especial | Beth Carvalho, a madrinha do samba Compositores: André Ricardo, Luciano e Vaguinho. | Mauro Xuxa |               |
| 2014                        | 6º lugar | Especial | Poder, fé e devoção. São Jorge Guerreiro Compositores: Márcio André, Márcio André Filho e Vaguinho. | Mauro Xuxa | [ 27 ]        |
| 2015                        | 12º lugar | Especial | Ouro, símbolo da riqueza e ambição Compositores: Rodrigo Minuetto, Vaguinho, Flavinho Segal e Vitor Gabriel. | Mauro Xuxa | [ 28 ] [ 29 ] |
| 2016                        | Vice-campeã | Especial | É ela, a deusa da passarela - Olha a Beija-Flor aí gente! Compositores: Samir Trindade, Jr. Beija-Flor, Marcelo Valencia, Thiago Alves, Leandro Augusto, Wagner Rodrigues, Vaguinho, Raphael Neto, Chefia, Marcelo Alemão e Chico Sousa. | Mauro Xuxa |               |
| 2017                        | Campeã | Especial | Mãe África conta a sua história: do berço sagrado da humanidade à abençoada terra do grande Zimbábwe Compositores: Fabiano Tenor, Mike Candido e Luiz Fernando Ramos. | Flávio Campello |               |
| 2018                        | Campeã | Especial | Maranhão, os tambores vão ecoar na terra da encantaria Compositores: Fabiano Tenor, Mike Candido e Luiz Fernando Ramos. | Wagner Santos | [ 20 ]        |
| 2019                        | 7° lugar | Especial | Bravos Guerreiros: Por Deus, pela honra, pela justiça e pelos que precisam de nós Compositores: Fabiano Tenor, Mike Candido e Luiz Fernando Ramos. | Wagner Santos | [ 11 ] [ 30 ] |
| 2020                        | 4º lugar | Especial | O ponteio da viola encanta… Sou fruto da terra, raiz desse chão… Canto Atibaia do meu coração Compositores: Turko, Zé Paulo Sierra, Maradona, Silas Augusto, Rafa do Cavaco, Luis Jorge, Léo Reis, Fabiano Sorriso, Márcio André, Daniel Kattar e Bello. | Wagner Santos | [ 31 ] [ 32 ] |
| 2021                        | Inicialmente adiados para o mês de julho, os desfiles do Carnaval 2021 foram cancelados devido a pandemia de Covid-19. | Inicialmente adiados para o mês de julho, os desfiles do Carnaval 2021 foram cancelados devido a pandemia de Covid-19. | Inicialmente adiados para o mês de julho, os desfiles do Carnaval 2021 foram cancelados devido a pandemia de Covid-19. | Inicialmente adiados para o mês de julho, os desfiles do Carnaval 2021 foram cancelados devido a pandemia de Covid-19. | [ 33 ]        |
| 2022                        | 12º lugar | Especial | Preto Velho conta a saga do café num canto de fé Compositores: Fabiano Tenor, Luiz Ramos, Mike, Dominguinhos do Estácio, Rodolfo Minuetto, Rodrigo Minuetto, Willian Tadeu, Rafael Falanga, Imperial, Gui Cruz, Marçal, Portuga, Luciano Rosa, Reinaldo Marques, Vitor Gabriel, Turko, Rafa do Cavaco, Silas Augusto, Maradona, Claudio Russo, Vitinho Botafogo e Mancha. | Wagner Santos | [ 34 ] [ 35 ] |
| 2023                        | 4º lugar | Especial | Tatuapé Canta Paraty! Do caminho do ouro a economia azul. Patrimônio mundial, cultura e biodiversidade. Paraty, cidade criativa da gastronomia Compositores: Celsinho Mody, Fabiano Tenor, Toninho Geraes e Chico Alves | Wagner Santos | [ 36 ]        |
| 2024                        | 3º lugar | Especial | Uma Joia da Bahia - Símbolo de Preservação! Entre Contos e Tambores, Viva a Mata de São João! Compositores: Fabiano Tennor, Henrique Silva, Kuka Monteiro e Magoo | Wagner Santos | [ 37 ]        |
| 2025                        | Vice-campeã | Especial | "JUSTIÇA - A Injustiça Num Lugar Qualquer é Uma Ameaça à Justiça em Todo Lugar” Compositores: Turko, Zé Paulo Sierra, Silas Augusto, Rafa do Cavaco, Fábio Sousa e Luis Jorge. | Wagner Santos | [ 38 ]        |
| 2026                        | | Especial | "Plantar para colher e alimentar: tem muita terra sem gente e tem muita gente sem terra" | Wagner Santos | [ 39 ]        |

## Títulos
| Títulos Acadêmicos do Tatuapé | Títulos Acadêmicos do Tatuapé | Títulos Acadêmicos do Tatuapé | Títulos Acadêmicos do Tatuapé |
|                               | Divisão                       | Total                         | Ano                           |
| ----------------------------- | ----------------------------- | ----------------------------- | ----------------------------- |
|                               | Grupo Especial                | 2                             | 2017 e 2018                   |
|                               | Grupo de Acesso               | 1                             | 2003                          |
|                               | Grupo I - UESP                | 1                             | 2010                          |
|                               | Grupo II - UESP               | 1                             | 1996                          |
|                               | Grupo IV - UESP               | 1                             | 1993                          |
| São Paulo                     | Grupo de Seleção              | 1                             | 1985                          |

## Premiações

### Troféu Nota 10
A Acadêmicos do Tatuapé recebeu três prêmios do Troféu Nota 10 do jornal Diário de São Paulo, sendo dois pelo Grupo Especial e um pelo Grupo de Acesso:
Pelo Grupo Especial:
- Melhor Bateria: 2006 - (sob o comando de Mestre Alaní)
- Melhor Casal de Mestre-Sala e Porta-Bandeira: 2006  -(com Daniel Vitro e Virgínia)
- Melhor enredo: 2014
- Melhor ala de crianças: 2015
- Melhor samba-enredo: 2017
- Melhor samba-enredo: 2018
- Melhor enredo: 2017
- Melhor Harmonia: 2017
- Melhor intérprete: 2017   ( Celsinho Mody )

Pelo Grupo de Acesso:
- Melhor casal de Mestre-sala e Porta Bandeira: 2012 (com Diego e Jussara )

### Prêmio Melhor do Acesso
O Prêmio Melhor do Acesso premia os melhores de cada categoria do Grupo de Acesso de São Paulo. A Acadêmicos do Tatuapé foi a primeira escola a ganhar o prêmio da categoria Melhor Escola em 2003, na estreia da premiação. A escola já levou onze prêmios tendo disputado o grupo nos anos de 2003, 2007, 2008, 2009, 2011 e 2012. Recebeu tais prêmios:
- Melhor Escola: 2003.
- Melhor Bateria: 2008.
- Melhor Samba-Enredo: 2012.
- Melhor Enredo: 2003, 2011 e 2012.
- Melhor Fantasia: 2012.
- Melhor Comissão de Frente: 2012.
- Melhor Time de Canto: 2011 com Preto Joia e 2012 com Vaguinho.
- Melhor Ala das Baianas: 2003.